# Ahmet Altun
Ahmet Altun (* 25. Januar 1958 in Ankara) ist ein ehemaliger türkischer Langstreckenläufer, der sich auf den Marathon spezialisierte.
Altun siegte 1983 sowohl bei den 25 km von Berlin mit einer Zeit von 1:16:23 Stunden und mit 2:12:41 beim Frankfurt-Marathon. Beide Zeiten bedeuteten türkischen Rekord, wobei der erste immer noch Bestand hat. Im Jahre 1987 siegte er beim München-Marathon, 1988 wurde er als Sieger des Istanbul-Marathons türkischer Meister, und 1989 stellte er als Zweiter in München seine persönliche Bestzeit von 2:12:40 auf.
1983 gewann er bei den Mittelmeerspielen die Silber-, 1987 die Bronzemedaille. Altun nahm an den Olympischen Spielen 1984 und 1988 teil, 1984 gab er auf, 1988 belegte er Rang 71.
Bei einer Körpergröße von 1,68 m betrug sein Wettkampfgewicht 57 kg. 